# Заец, Велимир
Велимир Заец (хорв. Velimir Zajec, родился 12 февраля 1956 в Загребе) — югославский хорватский футболист и футбольный тренер. Играл на позиции полузащитника.

## Карьера футболиста

### В клубах
Велимир — воспитанник школы загребского «Динамо». Выступал за «динамовцев» с 1974 по 1984 годы, за время своих выступлений выиграл чемпионат страны в 1982 году (для «Динамо» этот титул стал первый за 24 года) и дважды одерживал победы в Кубке в 1980 и 1983 годах. В 1979 и 1984 годах он завоёвывал титул футболиста года в Югославии, разделив в 1979 году приз с Сафетом Сушичем.
В 1984 году, по достижении 28 лет Велимир получил право играть за границей и уехал в Грецию выступать за «Панатинаикос», где провёл четыре сезона. После этого он завершил карьеру игрока.

### В сборной
За сборную Заец провёл 36 игр, забил один гол. Был капитаном сборной на чемпионате мира 1982 года и на чемпионате Европы 1984 года. Дебют состоялся 23 марта 1977 в матче против сборной СССР в Белграде, который советская сборная выиграла со счётом 4:2. Последнюю игру провёл 16 октября 1985 в Линце против Австрии.

## Карьера тренера
По окончании игровой карьеры Велимир вернулся в Югославию, заняв должность спортивного директора загребского «Динамо». В 1991 году из-за нестабильной обстановки на родине Заец уехал в Грецию, где занял должность директора академии «Панатинаикоса». В сезоне 1996/97 ему даже доверили должность главного тренера клуба. В конце октября 1998 года Заец вернулся на родину. После увольнения Златко Кранчара ему доверили возглавить загребскую «Кроацию» (под таким именем выступало нынешнее загребское «Динамо»), которая терпела неудачу в Лиге чемпионов УЕФА: в первых трёх матчах команда сумела набрать только одно очко (ничья в матче с «Аяксом» и проигрыши «Олимпиакосу» и «Порту»). После прихода Велимира команда преобразилась, побив и «Аякс», и «Порту». Однако ничья с «Олимпиакосом», который занял первое место в группе, не позволила команде пройти в плей-офф: загребцы не попали туда даже со второго места, не войдя в пару лучших команд со вторых мест.
В 2004 году Заец приехал в Англию, где возглавил должность исполнительного директора клуба «Портсмут». В ноябре месяце после увольнения Гарри Реднаппа он стал исполняющим обязанности главного тренера, а 21 декабря был официально назначен главным тренером «помпи». Спустя пять месяцев Велимир стал президентом клуба после назначения тренером Алена Перрена, но 10 октября 2005 объявил о своей отставке по причинам личного характера.
25 мая 2010 Велимир Заец был назначен главным тренером загребского «Динамо» впервые за 11 лет, но не продержался и полгода. Уже 9 августа 2010 он был уволен из-за неудовлетворительных результатов: команда вылетела во третьем квалификационном раунде Лиги чемпионов, проиграв молдавской команде «Шериф», а во внутреннем чемпионате набрала всего четыре очка в трёх стартовых встречах